# Octopoma
Octopoma – rodzaj roślin z rodziny pryszczyrnicowatych (Aizoaceae). Obejmuje 8 gatunków. Występują one w Karru Małym w Afryce Południowej.

## Systematyka
Rodzaj z plemienia Ruschieae podrodziny Ruschioideae z rodziny pryszczyrnicowatych Aizoaceae.  
Wykaz gatunków
- Octopoma abruptum N.E. Br.
- Octopoma calycinum L. Bolus
- Octopoma conjunctum L. Bolus
- Octopoma connatum L. Bolus
- Octopoma inclusum N.E. Br.
- Octopoma octojuge (L. Bolus) N.E. Br.
- Octopoma rupigena L. Bolus
- Octopoma subglobosum L. Bolus